# Stingers de Pittsburgh
L'équipe des Stingers de Pittsburgh (en anglais : Pittsburgh Stingers) était une équipe de soccer intérieur d'Amérique du Nord localisée à Pittsburgh en Pennsylvanie. L'équipe n'a évolué que deux saisons en 1994 et 1995 dans la Continental Indoor Soccer League (CISL).

## Histoire
La franchise est créée sous l'impulsion du copropriétaire des Penguins de Pittsburgh de la Ligue nationale de hockey, Howard Baldwin. Il décide ainsi de créer les Stingers mais également les Phantoms, équipe de la Roller Hockey International, ligue de roller hockey. Les deux équipes jouent alors leurs rencontres à domicile dans le Civic Arena et le prix des billets d'entrée pour les adultes est alors compris entre neuf et onze dollars. 
L'équipe rejoint alors la CISL pour sa seconde saison sous la direction de Paul Child. Pour la première saison en 1994, Pittsburgh participe avec quatorze autres équipes divisées en deux divisions à la saison régulière. Les Stingers vont finir quatrième de la division mais perdre au premier tour des séries contre les Sidekicks de Dallas. La saison suivante, l'équipe va finir encore une fois quatrième de leur division mais avec trois divisions, ce n'est pas suffisant pour se qualifier pour les séries. À l'issue de la saison, Baldwin annonce que l'équipe arrête ses activités.

## Statistiques
| Saison | PJ | V  | D  | %V     | BP  | BC  | Classement             | Séries éliminatoires              |
| ------ | -- | -- | -- | ------ | --- | --- | ---------------------- | --------------------------------- |
| 1994   | 28 | 13 | 15 | 46,4 % | 165 | 189 | Quatrième division est | 0-2 Dallas Sidekicks (3-15 ; 3-5) |
| 1995   | 28 | 10 | 18 | 35,7 % |     |     | Quatrième division est | Non qualifiés                     |